# 더 보이스 (영화)
《더 보이스》(영어: The Voices)는 미국의 풍자 심리 코미디 공포 영화이다. 2014년 1월 19일 제30회 선댄스 영화제에서 전 세계 최초로 상영되었다.

## 줄거리
조현병을 앓는 배관 기구 공장 직원 제리는 약을 끊은 뒤로 애완 동물들이 사람처럼 목소리를 내는 환상 속에 산다. 짝사랑 대상인 동료 피오나가 약속을 바람맞힌 뒤 사고로 그녀를 죽인 제리는 시체를 잘라 터퍼웨어에 보관하고, 절단된 피오나의 머리는 제리에게 말을 걸기 시작한다.
이후 제리는 그를 찾아온 동료들도 차례로 죽이게 되고, 냉장고에 들어간 이들의 머리 역시 목소리를 낸다. 후에 그간의 범행이 발각난 제리는 도망을 치다가 사고로 가스관을 부숴 불이 난 집에서 최후를 맞이하게 되는데 지금까지 죽인 모든 사람들이 나타나 발랄하고 환한 분위기에서 다정하게 대화를 나누고 춤을 추며 끝난다.

## 출연진
- 라이언 레이놀즈 - 제리 역
  - 걸리버 맥그래스 - 어린 제리 역
- 제마 아터턴 - 피오나 역
- 애나 켄드릭 - 리사 역
- 재키 위버 - 워런 박사 역
- 엘라 스미스 - 앨리슨 역
- 폴 차히디 - 데니스 코월스키 역
- 아디 샹카르 - 존 역
- 밸러리 콕 - 제리의 어머니 역
- 스테퍼니 보트 - 티나 역

## 기타 제작진
- 총괄 제작: 크리스토프 피서, 에릭 그린펠드, 존 파워스 미들턴, 헤닝 몰펜터, 엘리카 포르트노이, 더글러스 세일러 주니어, 캐시 슐먼, 애덤 스톤, 찰리 버브켄
- 섭외: 비너스 카나니, 메리 버뉴
- 미술: 우도 크라머, 슈테판 하우크, 카린 베츨러
- 의상: 베티나 헬미
- 분장: 타마르 아비브, 아네트 슐체, 외른 자이페르트, 아나 폰그비너

## 시청 등급
- 대한민국: 청소년 관람불가